# Peter Prahl
Peter Prahl ( * 1843 - 1911 ) fue un cirujano, botánico, y briólogo alemán.
Estudió medicina en Wandsbeck; y fue médico militar en varias ciudades alemanas, como Flensburg, de 1868 a 1870, y de 1876 a 1879; en Hadersleben, desde 1871 a 1876; en Kiel: 1879 a 1888; en Stettin en 1890.

## Algunas publicaciones

### Libros
- Prahl, p.; r. Fischer-Benzon, ernst h.l. Krause. 1888. Kritische Flora der Provinz Schlezwig-Holstein, des angrenzenden Gebiets der Hansestädte Hamburg und Lübeck und des Fürstenthums Lübeck (flora crítica de la provincia Schlezwig-Holstein, el área adyacente de las ciudades de Hamburgo y Lübeck y el principado de Lübeck.). 2 vols.

- La abreviatura «Prahl» se emplea para indicar a Peter Prahl como autoridad en la descripción y clasificación científica de los vegetales.[2]